# Canbya aurea
Canbya aurea är en vallmoväxtart som beskrevs av S. Wats.. Canbya aurea ingår i släktet Canbya och familjen vallmoväxter. Inga underarter finns listade i Catalogue of Life.